# Landkreis Aschendorf-Hümmling
Landkreis Aschendorf-Hümmling was van 1932 tot augustus 1977 een landkreis in Duitsland. Voor de oorlog was het onderdeel van de provincie Hannover van Pruisen, na de oorlog werd het deel van  Nedersaksen. In 1977 ging het op in de nieuwe Landkreis Emsland. De oude Landkreis leeft gedeeltelijk nog voort in het rechtsgebied van het Amtsgericht Papenburg.
Aschendorf-Hümmling besloeg het noordelijke deel van het huidige Emsland. Het ontstond in 1932 door de samenvoeging van de Landkreisen Aschendorf en Hümmling.

## Indeling in gemeenten
In 1974 werd in Nedersaksen een bestuurlijke hervorming doorgevoerd. Daarbij werden in Aschendorf-Hümmling een groot aantal gemeenten samengevoegd tot samtgemeinde. In totaal bleven er 35 gemeenten over waarvan slechts twee als zelfstandige gemeente verdergingen.
Zelfstandige gemeenten
1. Papenburg
2. Rhede

Samtgemeinden en hun deelnemende gemeenten

* hoofdplaats van de samtgemeinde
| - Samtgemeinde Dörpen 1. Dersum 2. Dörpen* 3. Heede 4. Kluse 5. Lehe 6. Neubörger 7. Neulehe 8. Walchum 9. Wippingen | - Samtgemeinde Lathen 1. Fresenburg 2. Lathen* 3. Niederlangen 4. Oberlangen 5. Renkenberge 6. Sustrum - Samtgemeinde Nordhümmling 1. Bockhorst 2. Breddenberg 3. Esterwegen* 4. Hilkenbrook 5. Surwold | - Samtgemeinde Sögel 1. Börger 2. Groß Berßen 3. Hüven 4. Klein Berßen 5. Sögel* 6. Spahnharrenstätte 7. Stavern 8. Werpeloh Samtgemeinde Werlte 1. Lahn 2. Lorup 3. Rastdorf 4. Vrees 5. Werlte* |